# Dan Stevens
Daniel Jonathan Stevens (Londres, 10 d'octubre de 1982) és un actor i escriptor anglès. Primer va cridar l'atenció internacional pel seu paper de Matthew Crawley a l'aclamada sèrie dramàtica d'ITV Downton Abbey (2010-2012). També va interpretar David a la pel·lícula de suspens El convidat (2014), Sir Lancelot a la pel·lícula d'aventures Night at the Museum: Secret of the Tomb (2014), La Bèstia/Príncep a l'adaptació d'imatge real de Disney de La Bella i la Bèstia (2017), Lorin Willis al drama legal biogràfic Marshall (2017), Charles Dickens al drama biogràfic The Man Who Invented Christmas (2017) i el cantant rus d'Eurovisió Alexander Lemtov a Eurovision Song Contest: The Story of Fire Saga (2020). Del 2017 al 2019, va fer del protagonista David Haller a la sèrie de FX Legion. El 2018, va protagonitzar el thriller de terror de Netflix Apostle.

## Primers anys
Stevens va ser adoptat en néixer per pares que eren tots dos professors, i va créixer a Gal·les i al sud-est d'Anglaterra. Té un germà petit biològic, Jason Andrew Stevens (n. 1984), que va ser adoptat per diferents pares. Stevens va rebre una beca a l'escola Tonbridge, una escola privada de Kent. Allà es va interessar pel drama després de fer una audició per al paper principal a Macbeth amb el seu professor, el novel·lista Jonathan Smith. Des dels 15 anys, va passar els seus estius preparant-se i actuant amb el National Youth Theatre de Londres.
Stevens va estudiar literatura anglesa a l'Emmanuel College de Cambridge. Mentre estava a Cambridge, va ser membre dels Footlights amb Stefan Golaszewski, Tim Key i Mark Watson, i també va ser actiu a la Marlowe Society. Va ser vist per primera vegada pel director Peter Hall en una producció de la Marlowe Society de Macbeth, en la qual va interpretar el personatge principal al costat de la filla de Hall, Rebecca Hall.

## Carrera
El 2004, Stevens va començar la seva carrera com a actor professional quan Peter Hall el va triar com a Orlando en la seva producció de gira d' Al vostre gust de Shakespeare. La gira va portar la producció al Rose Theatre de Kingston-upon-Thames, a la Brooklyn Academy of Music de Nova York, al Curran Theatre de San Francisco i al Ahmanson Theatre de Los Angeles. La seva actuació de debut li va valer crítiques brillants de destacats crítics a Gran Bretanya i els Estats Units, així com una menció als Premis Ian Charleson de 2004.
El 2006, Stevens va interpretar a Nick Guest a l'adaptació de la BBC de la novel·la guanyadora del premi Man Booker d'Alan Hollinghurst The Line of Beauty. Més tard aquell any, va interpretar Simon Bliss a Hay Fever de Noël Coward al Haymarket Theatre de Londres, al costat de Peter Bowles i Judi Dench; el director era Peter Hall. També va actuar com Lord Holmwood en una adaptació de Dràcula per a la BBC, i com Basil Brookes a la pel·lícula guanyadora del premi Emmy de la BBC, Maxwell. Aquell mateix any, va ser nomenat a un dels Stars Of Tomorrow 2006 de Screen International.
L'any 2008, Stevens va aparèixer a l'adaptació de la BBC de la novel·la de Jane Austen, Sense &amp; Sensibility, interpretant Edward Ferrars, i al revival de West End de The Vortex de Noël Coward. El gener de 2009, va aparèixer el dia d'Any Nou a Agatha Christie's Marple: Nemesis a ITV1 a la Gran Bretanya. També va aparèixer en una adaptació de The Turn of the Screw amb la futura coprotagonista de Downton Abbey Michelle Dockery. El juny de 2009, va tornar al West End, interpretant Septimus Hodge en un aclamat revival de l'Arcàdia de Tom Stoppard al Duke of York's Theatre.
L'any 2010, Stevens va obtenir la seva major oportunitat quan va interpretar a Matthew Crawley a la sèrie d'ITV Downton Abbey, creada i escrita pel guionista guanyador de l'Oscar Julian Fellowes. La sèrie va ser una sensació mundial i va ser nominada a diversos premis Emmy, BAFTA, Golden Globe i Screen Actors Guild des del seu debut. La història d'amor central de Matthew Crawley i la seva cosina llunyana, Lady Mary Crawley, interpretada per Michelle Dockery, va ser molt popular. Decidit a seguir endavant amb la seva carrera, Stevens va decidir abandonar la sèrie després d'acabar la tercera temporada i l'especial de Nadal el 2012. La seva sortida va provocar un gran enrenou entre els fans, que van anar a Twitter i altres xarxes socials per expressar la seva ira per la mort del personatge. Fellowes va explicar més tard que Stevens no va donar prou temps per a una sortida menys dràstica.
El novembre de 2011, Stevens va presentar com a convidat un episodi de Have I Got News for You. El març de 2012 va acabar el rodatge de Vamps, la darrera pel·lícula d'Amy Heckerling, i Summer in February, una pel·lícula romàntica eduardiana ambientada en una colònia d'artistes. També el 2012, Stevens es va traslladar amb la seva família a la ciutat de Nova York, quan va fer el seu debut a Broadway aquell any al costat de Jessica Chastain i David Strathairn a The Heiress.
L'any 2014, Stevens va protagonitzar la pel·lícula independent El convidat, guanyant elogis de la crítica per la seva interpretació d'un veterà de l'exèrcit recentment acomiadat que es dedica a matar per protegir la seva veritable identitat. Va obtenir una nominació al Premi Saturn al millor actor per la seva actuació. També el 2014, va aparèixer a la pel·lícula de comèdia i drama de realisme màgic The Cobbler, i a la pel·lícula d'acció fosca A Walk Among the Tombstones. Va interpretar un simulacre de Sir Lancelot a la pel·lícula de comèdia del 2014 Night at the Museum: Secret of the Tomb amb Ben Stiller, Robin Williams, Owen Wilson, Steve Coogan, Ben Kingsley i Rebel Wilson.
El febrer de 2016, Stevens va ser seleccionat per al paper principal de David Charles Haller a la sèrie FX Legion, un drama relacionat amb els X-Men creat per Noah Hawley. La primera temporada es va començar a emetre el febrer de 2017 i va rebre elogis de la crítica; una segona temporada es va emetre l'any següent, i es va renovar per a una tercera temporada el juny de 2018.
El 2017, Stevens va prestar la seva veu com a Bèstia, al costat d'Emma Watson com a Bella, a l'adaptació d'imatge real de Disney de La Bella i la Bèstia, dirigida per Bill Condon. La pel·lícula es va estrenar el març de 2017 amb crítiques positives i va obtenir més de 1.200 milions de dòlars en ingressos a taquilla a tot el món, la qual cosa la converteix en la pel·lícula musical d'acció d'imatge real més taquillera, la segona pel·lícula més taquillera del 2017 i la 20a pel·lícula més taquillera de tots els temps ells 2 van compartir repartiment tambe amb Luke Evans, Ewan McGregor, Ian McKellen, Emma Thompson, Stanley Tucci i Kevin Kline. El mateix any, va aparèixer a Marshall amb Chadwick Boseman, Josh Gad i Kate Hudson, i The Man Who Invented Christmas, dirigida per Bharat Nalluri, i coprotagonitzada per Christopher Plummer i Jonathan Pryce.

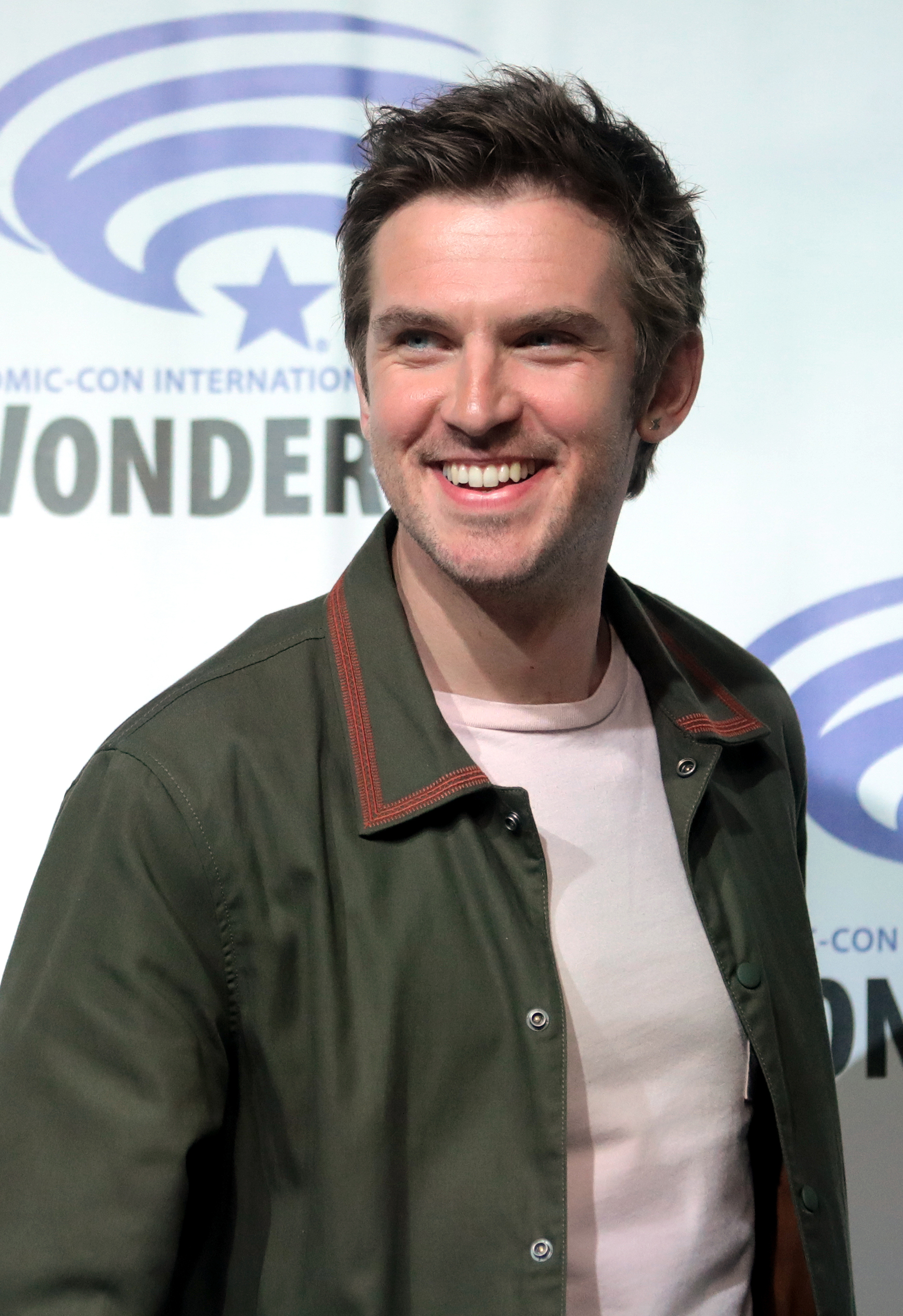
Stevens a la WonderCon 2019 promocionant Legion.

El 2018, Stevens va protagonitzar el thriller de Netflix Apostle, dirigit per Gareth Huw Evans. El 2019, Stevens va protagonitzar el drama Lucy in the Sky, estrenat el setembre del 2019. Està coprotagonitzat per Natalie Portman i Jon Hamm, i està dirigit pel creador de Legion, Noah Hawley.
El 2020, Stevens va protagonitzar al costat de Harrison Ford a The Call of the Wild, estrenada el 21 de febrer de 2020 tambe a la cinta estaban Omar Sy i Karen Gillan. La pel·lícula està basada en la novel·la clàssica nord-americana de Jack London. També va tornar a Broadway per protagonitzar la comèdia negra Hangmen de Martin McDonagh. La producció de l'Atlantic Theatre Company va ser protagonitzada per Mark Addy i Ewen Bremner. Stevens va fer el paper fonamental de Mooney. La producció havia de tenir un compromís limitat de 20 setmanes al Golden Theatre de Manhattan. Les previsualitzacions van començar el 29 de febrer, però la producció es va suspendre l'11 de març, abans de l'obertura oficial, a causa de la pandèmia de la COVID-19. El 20 de març els productors van anunciar amb pesar que la producció estava tancada definitivament. Tots els teatres de Broadway es van tancar poc després. El mateix any, apareix com un crooner rus "absurdament lasciu" a la pel·lícula de comèdia musical de Netflix Eurovision Song Contest: The Story of Fire Saga, coprotagonitzada amb Will Ferrell , Rachel McAdams, Pierce Brosnan, Demi Lovato i Mikael Persbrandt.
El 2021, Stevens va interpretar un robot al romanç de ciència-ficció en alemany L'home perfecte.
El 2022, Stevens va interpreta Almirall Hornagold al film animat El monstre marí que es va estrenar a Netflix.
En 2024 protagonizara Godzilla x Kong:The New Empire amb Rebecca Hall, Brian Tyree Henry, Fala Chen i Millie Bobby Brown.

### Altres treballs
Stevens ha narrat més de 30 audiollibres, incloent Casino Royale, Wolf Hall i War Horse. El 2014, va ser nominat a dos premis de l'audiència, en la categoria Clàssic i en la categoria de Narració en solitari (Masculí) per Frankenstein.
Fora de la interpretació, Stevens manté un interès per l'escriptura i la literatura i és editor general de The Junket, una revista trimestral en línia que va cofundar el 2011 amb alguns amics. Va ser membre del jurat per al Man Booker Prize 2012, i va ser columnista habitual del Sunday Telegraph.
Entusiasta del cricket, el 2012 va jugar a l'equip Authors XI, que està format per diversos escriptors britànics destacats. També va contribuir amb un capítol al llibre de l'equip The Authors XI: A Season of English Cricket from Hackney to Hambledon, que va ser preseleccionat per al Cricket Society 2014 i el Premi al Llibre de l'Any del Marylebone Cricket Club.

## Vida personal
El 2009, Stevens es va casar amb la cantant de jazz i professora de cant sud-africana Susie Hariet. Tenen tres fills. Parla francès i alemany amb fluïdesa.

## Filmografia

### Pel·lícula
| Any  | Títol                                           | Paper              | Notes                     |
| ---- | ----------------------------------------------- | ------------------ | ------------------------- |
| 2009 | Hilde                                           | David Cameron      |                           |
| 2011 | The North London Book of the Dead               | Speaker            | Curtmetratge              |
| 2011 | Babysitting                                     | Spencer            | Curtmetratge              |
| 2012 | Vamps                                           | Joey               |                           |
| 2012 | Shallow                                         | Richard Dove       | Curtmetratge              |
| 2013 | Summer in February                              | Gilbert Evans      | També productor executiu  |
| 2013 | The Fifth Estate                                | Ian Katz           |                           |
| 2014 | El convidat                                     | David Collins      |                           |
| 2014 | A Walk Among the Tombstones                     | Kenny Kristo       |                           |
| 2014 | The Cobbler                                     | Emiliano           |                           |
| 2014 | Night at the Museum: Secret of the Tomb         | Lancelot           |                           |
| 2015 | Criminal Activities                             | Noah               |                           |
| 2016 | The Ticket                                      | James              |                           |
| 2016 | Norman                                          | Bill Kavish        |                           |
| 2016 | Colossal                                        | Tim                |                           |
| 2017 | La bella i la bèstia                            | Beast              |                           |
| 2017 | Permission                                      | Will               |                           |
| 2017 | Kill Switch                                     | Will Porter        |                           |
| 2017 | Marshall                                        | Lorin Willis       |                           |
| 2017 | The Man Who Invented Christmas                  | Charles Dickens    |                           |
| 2018 | Her Smell                                       | 'Dirtbag' Danny    |                           |
| 2018 | Apostle                                         | Thomas Richardson  |                           |
| 2019 | Lucy in the Sky                                 | Drew Cola          |                           |
| 2020 | The Call of the Wild                            | Hal                |                           |
| 2020 | The Rental                                      | Charlie            |                           |
| 2020 | Eurovision Song Contest: The Story of Fire Saga | Alexander Lemtov   |                           |
| 2020 | Blithe Spirit                                   | Charles Condomine  |                           |
| 2021 | Earwig i la bruixa                              | Thomas             | Veu al doblatge en anglès |
| 2021 | L'home perfecte                                 | Tom                |                           |
| 2022 | El monstre marí                                 | Almirall Hornagold | Veu                       |
| 2023 | Cuckoo                                          |                    | Postproducció             |
| 2024 | Seqüela sense títol de Godzilla vs. Kong        |                    | Postproducció             |

### Televisió
| Any       | Títol                                       | Paper                                    | Notes |
| --------- | ------------------------------------------- | ---------------------------------------- | --- |
| 2004      | Frankenstein                                | Henry Clerval                            | 2 episodis |
| 2006      | The Line of Beauty                          | Nick Guest                               | 3 episodis |
| 2006      | Dracula                                     | Lord Arthur Holmwood                     | Pel·lícula de televisió |
| 2007      | Maxwell                                     | Basil Brookes                            | Pel·lícula de televisió |
| 2007      | Agatha Christie's Marple                    | Michael Rafiel                           | Episodi: "Nemesis" |
| 2008      | Sense and Sensibility                       | Edward Ferrars                           | 3 episodes |
| 2009      | The Turn of the Screw                       | Dr. Fisher                               | Pel·lícula de televisió |
| 2010      | To Nisi                                     | Ed                                       | Episodi: "Pilot" |
| 2010–2012 | Downton Abbey                               | Matthew Crawley                          | 25 episodis Premi del Sindicat d'Actors de Cinema a la millor interpretació d'un conjunt en una sèrie dramàtica (2013) Nominat al Premi del Festival de Televisió de Montecarlo com a millor actor en una sèrie dramàtica Nominat—Premi Huading al millor actor global en una sèrie de televisió Nominat pel Sindicat d'Actors de pantalla a la millor interpretació d'un conjunt en una sèrie dramàtica (2014) |
| 2012      | The Making of Planet Earth                  | Narrador                                 | Documental |
| 2012      | Forget Me Not                               | Narrador                                 | Documental |
| 2013      | The Tomorrow People                         | TIM                                      | Veu, 3 episodis; no acreditat |
| 2014      | Once Upon a Time: Wicked Is Coming          | Narrador                                 | Especial de televisió |
| 2014–2020 | High Maintenance                            | Colin                                    | 4 episodis |
| 2015–2016 | SuperMansion                                | Bunsen                                   | Veu, 2 episodis |
| 2017–2019 | Legion                                      | David Haller / Legion                    | 27 episodis |
| 2018      | I Love You, America with Sarah Silverman    | James A. Garfield                        | Episodi: "Bernie Sanders" |
| 2020      | Kipo and the Age of Wonderbeasts            | Scarlemagne, Hugo Oak                    | Veu, 20 episodis |
| 2021      | Solos                                       | Otto / Tym                               | 2 episodis |
| 2021      | The Prince                                  | Príncep Carles, Princep Felip d'Edimburg | Veu, 12 episodes |
| 2022      | Central Park                                | Bitsy's Father                           | Veu, 2 episodis |
| 2022      | Gaslit                                      | John Dean                                | 8 episodis |
| 2022      | Love, Death &amp; Robots                    | Nigel / Technician                       | Episodi: "Mason's Rats" |
| 2022      | Guillermo del Toro's Cabinet of Curiosities | Alo Glo Man                              | Episodi: "The Outside" |
| 2022      | Welcome to Chippendales                     | Paul Snider                              | 1 episodi |

## Altres treballs

### Teatre
| Any  | Títol                          | Paper             | Escenari               | Notes                                              |
| ---- | ------------------------------ | ----------------- | ---------------------- | -------------------------------------------------- |
| 2004 | As You Like It                 | Orlando           | Rose Theatre           | Revival a Londres Nominat – al Premi Ian Charleson |
| 2005 | Much Ado About Nothing         | Claudio           | Theatre Royal          | Revival regional                                   |
| 2006 | The Romans in Britain          | Marban / Maitland | Crucible Theatre       | Revival regional                                   |
| 2006 | Hay Fever                      | Simon Bliss       | Haymarket Theatre      | Revival al West End                                |
| 2008 | The Vortex                     | Nicky Lancaster   | Apollo Theatre         | Revival al West End<                               |
| 2009 | Every Good Boy Deserves Favour | The Doctor        | Royal National Theatre | Revival al National Theatre                        |
| 2009 | Arcadia                        | Septimus Hodge    | Duke of York's Theatre | Revival al West End                                |
| 2012 | The Heiress                    | Morris Townsend   | Walter Kerr Theatre    | Revival a Broadway                                 |
| 2020 | Hangmen                        | Mooney            | John Golden Theatre    | Producció de Broadway                              |

### Narrador d'audiollibres
| Any  | Títol                                                               | Notes                                                             |
| ---- | ------------------------------------------------------------------- | ----------------------------------------------------------------- |
| 2007 | The Dragon's Eye                                                    |                                                                   |
| 2007 | Die with Me                                                         |                                                                   |
| 2007 | Strike Back                                                         |                                                                   |
| 2008 | Day                                                                 |                                                                   |
| 2008 | The Outcast                                                         |                                                                   |
| 2009 | The Dragon Diary: Dragonology Chronicles, Vol. 2                    |                                                                   |
| 2009 | The Angel's Game                                                    |                                                                   |
| 2009 | A Week in December                                                  |                                                                   |
| 2009 | Wolf Hall                                                           |                                                                   |
| 2010 | War Horse                                                           |                                                                   |
| 2010 | Blueeyedboy                                                         |                                                                   |
| 2010 | The Prince of Mist                                                  |                                                                   |
| 2010 | Young Sherlock Holmes: Death Cloud                                  |                                                                   |
| 2010 | Fall of Giants                                                      |                                                                   |
| 2010 | Young Sherlock Holmes: Red Leech                                    |                                                                   |
| 2011 | My Dear, I Wanted to Tell You                                       | Galaxy National Book Award for Audiobook of the Year              |
| 2011 | The Midnight Palace                                                 |                                                                   |
| 2011 | The History of a Pleasure Seeker                                    |                                                                   |
| 2011 | The Invisible Ones                                                  |                                                                   |
| 2012 | The Time Keeper                                                     |                                                                   |
| 2012 | Casino Royale                                                       | Nominat—Premi Specsavers National Book per l'audiollibre de l'any |
| 2013 | Letters from Everest: A First-Hand Account of the Epic First Ascent |                                                                   |
| 2013 | Going Solo                                                          |                                                                   |
| 2013 | Boy                                                                 |                                                                   |
| 2013 | Frankenstein                                                        | Nominat Premis Audie, Narrativa clàssic i individual – Masculí    |
| 2014 | Letters to a Young Poet                                             |                                                                   |
| 2014 | Murder on the Orient Express                                        |                                                                   |
| 2014 | And Then There Were None                                            |                                                                   |
| 2014 | The Heroes' Welcome                                                 |                                                                   |
| 2014 | Scorpia Rising                                                      |                                                                   |
| 2014 | Snakehead                                                           |                                                                   |
| 2014 | Crocodile Tears                                                     |                                                                   |
| 2014 | The Iliad                                                           |                                                                   |
| 2014 | The Odyssey                                                         | Nominated—Audie Award, Classic                                    |

### Drama radiofònic i àudio
| Any       | Títol                                               | Paper             | Notes                               |
| --------- | --------------------------------------------------- | ----------------- | ----------------------------------- |
| 2006      | A Question of Attribution                           | Phillips          | BBC Radio 4                         |
| 2008      | The Tennis Court                                    | Sam Greenwood     | BBC Radio 4                         |
| 2008      | Dickens Confidential (series 2)                     | Charles Dickens   | BBC Radio 4                         |
| 2008      | Anthem for Doomed Youth                             | Narrador          | BBC Armistice exhibition            |
| 2008      | The Josephine Hart Poetry Hour (episode 1)          | Narrador          | BBC Radio 4                         |
| 2008–2009 | Orley Farm                                          | Peregrine Orm     | BBC Radio 4                         |
| 2009      | The Lady of the Camellias                           | Duval             | BBC Radio 4                         |
| 2009      | Guilty Until Proven Innocent                        | Jake              | BBC Radio 4                         |
| 2009      | The Music Room                                      | Narrador          | BBC Radio 4                         |
| 2010      | The Custom of the Country                           | Ralph Marvell     | BBC Radio 4                         |
| 2010      | The Secret Pilgrim (episodi 1)                      | Ben Cavendish     | BBC Radio 4                         |
| 2010      | The Coral Thief                                     | Narrador          | BBC Radio 4                         |
| 2010      | The Story of the Siren – E.M. Forster Short Stories | Narrador          | BBC Radio 4                         |
| 2010      | The Cradle of the Snake                             | Rick ausGarten    | Big Finish, història del Doctor Who |
| 2011      | A Thousand Kisses                                   | Catullus          | BBC Radio 3                         |
| 2011      | Widowers' Houses                                    | Harry Trench      | BBC Radio 3                         |
| 2011      | Portrait of Winston                                 | Graham Sutherland | BBC Radio 4                         |
| 2011      | King James Bible                                    | Narrador          | BBC Radio 4                         |
| 2011      | A Short History of Vampires – Dracula's Guest       | Bram Stoker       | BBC Radio 7                         |
| 2011      | Words & Music – Money                               | Narrador          | BBC Radio 3                         |
| 2011      | Together – Face It                                  | Narrador          | BBC Radio 4                         |
| 2011      | The Spying Game Series – The Living Daylights       | Narrador          | BBC Radio 4                         |
| 2011      | Something Understood                                | Lector            | BBC Radio 4                         |
| 2012      | The Old Ways                                        | Lector            | BBC Radio 4                         |

### Podcasts
| Any  | Títol                            | Paper   | Notes |
| ---- | -------------------------------- | ------- | ----- |
| 2020 | Flight 008, Iteracions: Seat 13F | Malcolm | POLS  |